# 보도 스테이션
보도 스테이션(報道ステーション, 호도 스테숀)은 TV 아사히(EX·ANN계열)의 종합 뉴스 프로그램이다. 약칭은 보스테(報ステ, 호스테)이다.
월요일부터 금요일까지 21시 54분부터 23시 10분까지 생방송으로 방영되며, 주말에는 각각 '세터데이 스테이션', '선데이 스테이션'이라는 이름으로 오후 8시 54분부터 역시 생방송으로 방영된다. 뉴스 스테이션이 종영되고 나서 2004년 4월 5일에 첫 방송을 시작하였으며, 2006년 12월 4일부터 HD 방송을 시작하였다.

## 출연진
2013년 11월 기준. 핵심 출연자들을 나열했으며, 더 자세한 사항은 링크 참조.
- 토미카와 유타 - 앵커 (TV아사히 아나운서[1]. 2004년 4월 5일 ~ 현재.)
- 오가와 아야카 - 부 앵커(제3대), TV아사히 아나운서
- 에무라 쥰이치로 - 평론가(코멘테이터), 아사히신문 논설위원
- 우가 나츠미 - '보도 스테이션 스포츠'(코너) 캐스터, TV아사히 아나운서
- 아오야마 메구미 - 기상 캐스터, TV아사히 아나운서

## 특징
보도 스테이션은, 방송 당일에 벌어진 일본 내·외의 주요 소식들을 크게 4~5개 꼭지를 개당 7분에서 12분까지 각각 비중에 따라 심층적으로 다루며, 나머지 뉴스는 짧은 브리핑(단신)으로 처리한다. 전신인 뉴스 스테이션과 마찬가지로 이 프로그램 역시 일본 내에서 높은 시청률을 기록중인데, 공영방송인 NHK가 이 프로그램과의 동시간대 시청률 경쟁으로 인하여 메인(저녁종합)뉴스 시간대를 변경하기까지 이르렀다. 매주 '이 주의 식물'(Flower, 링크)을 선정, 프로그램 인트로 화면이 나간 직후와 앵커 진행 시작 사이의 몇 초간 소개한다.
일본 중의원 및 참의원 선거 당일 저녁 7시 57분(투표 종료 및 출구조사 결과 발표 3분 전)부터 다음날 새벽까지의 시간에는 ‘선거(選擧,센쿄) 스테이션’으로 전환하여, 후루타치 이치로 앵커(제1부 진행)를 중심으로 이 프로그램의 출연진들(사실상)이 실시간 개표상황을 전하는 동시에 정국전망을 논의한다.

## 순서
방송 당일의 뉴스 중요도와 광고(CM)량의 비중에 따라 시간은 다르지만, 대체로 아래와 같은 흐름을 보인다.
- 21:54.00 오프닝
- 21:54.20 '이 주의 식물' 소개(화면)
- 21:54.30 톱 뉴스
- 21:57 CM (120초, 이후 수시로 중간광고.)
- 22:35 뉴스 속보 / 당일의 단신 정리 또는 특집 코너
- 22:43 날씨와 생활 (주로 TV 아사히 본사 옥상 또는 그 근처에서 야외 진행.)
- 22:48 보도 스테이션 스포츠
- 23:02 뉴스 속보 또는 간략한 최신 뉴스
- 23:05 경제 정보(지표, 화면 하단 자막. 톰슨로이터 통신사 제공) · 앵커 클로징
- 23:05.55 CM
- 23:09.55 다음 프로그램 아이캣치
- 23:10.00 방송 종료

## 동시간대 경쟁뉴스
- 뉴스 제로 (NNN계열)
- 뉴스JAPAN (FNN계열)
- NEWS23 (JNN계열)

## 같이 보기
- 뉴스 스테이션 - 이 프로그램의 전신.
- 뮤직 스테이션 - 이 프로와 더불어, TV 아사히의 간판 프로그램.
- 스마 스테이션 - 이 프로와 더불어, TV 아사히의 생방송(버라이어티)프로그램. 토요일 밤, SMAP멤버 카토리 싱고가 진행.
- 런던 하츠 - TV 아사히의 인기 예능 프로그램. 화요일 저녁 9시 방송(프로그램 종료 직후에 이 프로그램이 이어서 방송됨).
- JTBC 뉴스 9 - 이 프로와 비슷한 대한민국의 방송 프로그램.